# Jules de Polignac
Jules Auguste Armand Marie, 3.° Duque de Polignac (1780 – 29 de Março de 1847) então Príncipe de Polignac, e brevemente 3º Duque de Polignac em 1847, era um francês estadista e político ultramonarquista após a Revolução. Ele serviu como primeiro-ministro sob Carlos X, pouco antes da Revolução de julho de 1830, que derrubou a Casa de Bourbon.

Brasão da Casa de Polignac

## Juventude

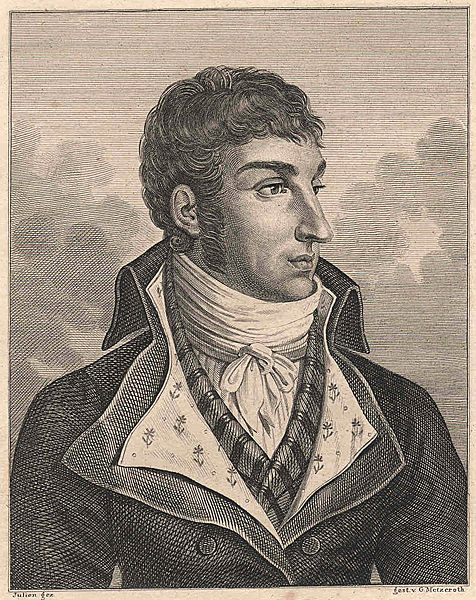
Retrato de Júlio de Polignac durante o Primeiro Império

Nascido em Versalhes, Júlio era o filho mais novo de Júlio, primeiro duque de Polignac, e de Gabrielle de Polastron, confidente e favorita da rainha Maria Antonieta. Devido à posição privilegiada de sua mãe, o jovem Júlio foi criado no ambiente da corte de Versalhes, onde sua família ocupava uma luxuosa suíte de treze quartos. Sua irmã, Aglaé, casou-se com o duque de Guîche ainda jovem, ajudando a consolidar a posição da família Polignac como um dos líderes da alta sociedade em Versalhes.
Com a eclosão da Revolução Francesa em 1789, a mãe de Jules e seu círculo foram forçados a fugir para o exterior devido a ameaças contra suas vidas. Ela havia sido uma das defensoras mais consistentes do absolutismo e legou essas simpatias políticas ao filho após sua morte em 1793.

## Carreira
Retornando à França, então governada por Napoleão Bonaparte, Júlio continuou em sua zelosa lealdade à família real exilada. Em 1804, um ano após a morte de sua irmã, Júlio foi implicado na conspiração de Cadoudal e Pichegru para assassinar Bonaparte e ficou preso até 1813. Após a restauração dos Bourbons, ele foi recompensado com várias honras e cargos. Ele ocupou vários cargos, recebeu do papa o título de "Príncipe" em 1820 e, em 1823, o rei Luís XVIII o nomeou embaixador na Grã-Bretanha. Um ano depois, o ex-amigo de sua mãe subiu ao trono como o rei Carlos X. As simpatias políticas de Polignac não se alteraram e ele foi um dos ultra-realistas mais conspícuos durante a era da Restauração.
Na época, corria o boato de que Polignac apoiava políticas ultramonarquistas porque pensava que estava recebendo inspiração da Virgem Maria. No entanto, há pouca evidência histórica para essa história. Não há menção a essa motivação nas memórias pessoais de Polignac ou nas memórias do tribunal da Restauração.
Em 8 de agosto de 1829, Carlos X o nomeou para o ministério das relações exteriores e, em novembro seguinte, Polignac tornou-se presidente do conselho, efetivamente o político mais poderoso da França. Sua nomeação foi considerada um passo para derrubar a constituição e Polignac, com outros ministros, foi considerado responsável pela decisão de emitir as Quatro Ordenações, que foram a causa imediata da revolução de julho de 1830.
Após a eclosão da revolta, ele fugiu, vagando por algum tempo entre as regiões selvagens da Normandia antes de ser preso em Granville. Em seu julgamento perante a Câmara dos Pares, ele foi condenado e sentenciado à prisão "perpétua" no château em Ham. Mas ele se beneficiou da anistia de 1836, quando sua sentença foi comutada para o exílio. Durante seu cativeiro, ele escreveu Considerations politiques (1832). Posteriormente, ele passou vários anos no exílio na Inglaterra antes de ser autorizado a retornar à França, com a condição de nunca mais morar em Paris.
De acordo com o Legacies of British Slave-Ownership da University College London, de Polignac recebeu um pagamento como comerciante de escravos após a Lei de Abolição da Escravatura de 1833 com a Lei de Compensação de Escravos de 1837. O governo britânico fez um empréstimo de £ 15 milhões (no valor de £ 1,43 bilhões em 2021) com juros de Nathan Mayer Rothschild e Moses Montefiore, que foi posteriormente pago pelos contribuintes britânicos (terminando em 2015). de Polignac estava associado a três reivindicações diferentes, ele possuía 628 escravos em São Vicente e Granadinas e recebeu um pagamento de £ 15 765 na época (no valor de £ 1,51 milhão em 2021). Embora um "estrangeiro", de Polignac tinha conexões no Império Britânico devido a sua esposa escocesa, Barbara Campbell (1788-1819), filha de Duncan Campbell de Ardnave.
De seu segundo casamento com Maria-Charlotte, Júlio de Polignac teve sete filhos, incluindo o príncipe Ludovic de Polignac (1827–1904), um tenente-coronel do exército francês que participou da colonização da Argélia; Príncipe Camille Armand Jules Marie de Polignac (1832–1913), major-general do Exército Confederado durante a Guerra Civil Americana; e o príncipe Edmond de Polignac (1834–1901), um compositor, teórico musical e proponente da escala octatônica.
Jules morreu em St. Germain em 1847 devido aos efeitos de sua prisão. Cerca de um mês antes, ele havia assumido o título de duque de Polignac após a morte de seu irmão mais velho, Armand, que morrera sem filhos.
O conde Pierre de Polignac, mais tarde príncipe Pierre, duque de Valentinois (pai de Rainier III de Mônaco e, portanto, um ancestral de toda a família principesca atual) é descendente de um ramo diferente e cadete da família Polignac, que tem apenas a posição oficial. Pierre era o filho mais novo, descendente do filho mais novo do primeiro duque de Polignac.

## Literatura
- W. Schlésinger, Les femmes du XVIIIe siècle: La duchesse de Polignac et son temps (Paris, 1889)
- Michael St. John Packe, refere-se a Polignac como "malandro" em sua "Vida de John Stuart Mill".